# قآن
المقاتلة قآن أو تاي تي إف - إكس (بالتركية: Milli Muharip Uçak)، اختصار (MMU9) وتعني «طائرة القتال الوطنية» هي مقاتلة تفوق جوي تركية تطورها الشركة التركية لصناعات الفضاء (TAI) وشركة بي أيه إي سيستمز كمقاول فرعي لها. أعلن رسميًا عن إطلاق النموذج الأولي للطائرة في 18 مارس 2023. وبدأت اختبارات التشغيل الأرضي للنموذج الأولي قبل يومين من بدء التشغيل المقرر، في 16 مارس 2023.وفي فبراير 2024 سجل أول رحلة طيران تجريبية للطائرة (قآن TF-X KAAN) بعد 8 أعوام من بدء مشروعها لإنتاج مقاتلة من الجيل الخامس.

## التطوير
في 15 ديسمبر 2010، قررت اللجنة التنفيذية لصناعة الدفاع في تركيا (SSIK) تصميم وتطوير وتصنيع مقاتلة وطنية من الجيل الخامس للتفوق الجوي والتي من شأنها أن تحل محل أسطول تركيا من طائرات F-16 الأمريكية وتعمل مع طائرات حيوية أخرى مثل F-35 Lightning II.
في عام 2011، وقعت وكالة الصناعات الدفاعية التركية (SSM)، المعروفة الآن باسم وكالة الصناعات الدفاعية، وهي وكالة المشتريات للقوات المسلحة التركية، اتفاقية مع شركة TAI لتطوير القدرات الأساسية. ستقود شركة TAI وشركة TUSAŞ Engine Industries (TEI) عمليات التصميم والتطوير للطائرة المقاتلة. تم تخصيص تمويل يعادل 20 مليون دولار أمريكي لمرحلة التصميم الأولي التي تستغرق عامين وتقوم بها شركة الصناعات الجوية والفضائية التركية.
يهدف مشروع قآن، إلى استبدال الأسطول التركي من طائرات F-16 الأمريكية الصنع، والذي سيتم التخلص التدريجي منه بدءًا من ثلاثينيات القرن الحالي. تطورت فلسفة تصميم قآن منذ أن طُردت تركيا اتحاد شركات F-35 الذي تقوده الولايات المتحدة بعد شراء تركيا لنظام الدفاع الصاروخي الروسي إس-400 في عام 2019.
من المتوقع أن تلبي قآن معايير الأداء للطائرات المقاتلة الحديثة، مع سرعة قصوى تتراوح بين 1.8 إلى 2.2 ماخ، وسقف خدمة يبلغ 16 كم ، ومدى 1126 كم بالوقود الداخلي وقدرة أسرع من الصوت دون استخدام الحارق اللاحق. ومع ذلك، يرى التقرير أن هذه القدرات لا تزال طموحة أكثر منها مضمونة.